# Andrés de Cereceda
Andrés de Cereceda (Corona de Castilla, 1490 – tenencia de gobierno de Honduras de la gobernación de Guatemala, Imperio español, ca. 1540) era un funcionario y tesorero real español que fuera asignado en forma interina como gobernador de Hibueras o Higueras y Honduras desde 1530 hasta 1536, exceptuando los nueve días del mes de noviembre de 1532 en que el gobernador titular asumiera en el cargo pero falleciera en el mismo.

## Biografía
Andrés de Cereceda nació en 1490 en alguna parte de la Corona de Castilla. Fue promovido como contador y tesorero real destinado para recaudar el oro en Centroamérica. Llegó a Honduras, en donde gobernaba Diego López de Salcedo desde 1526.
Al regresar Salcedo del viaje a la gobernación de Nicaragua, se interesó en organizar otro pueblo en el valle de Naco, lo cual no pudo llevar a cabo por haberle sorprendido la muerte el 3 de enero de 1530, sucediéndole Andrés de Cereceda quien fuera el contador real de la gobernación, además de haber sido escogido previamente por Salcedo como sucesor. 
A la falta de Cereceda en Honduras, sucedió la muerte del teniente de gobernador Vasco Herrera a manos de Diego Méndez. En ese entonces el tesorero real Juan Ruano, que se encontraba trabajando en las minas en Honduras, procedió a hacerse presente al lugar de los hechos en Trujillo, luego comento a Cereceda de lo ocurrido y juntaron hombres para ir a la aprehensión de Méndez, quien una vez capturado terminaría decapitdo.
El 29 de octubre de 1532 llegó Diego de Alvítez a Trujillo, acompañado por sesenta colonos, con el nombramiento de gobernador otorgado por Pedro Arias Dávila. Un fuerte viento le impidió desembarcar y seguidamente zozobró, ahogándose 28 personas. Después del incidente desembarcó a seis leguas de la ciudad de Trujillo, se dirigió a la iglesia e incumpliendo una promesa en momentos de aflicción, tomó después posesión de la gobernación de Honduras el 5 de noviembre del mismo año. Lamentablemente Alvítez falleció a los nueve días, el 14 de noviembre, facultándose a Cereceda para que continuara gobernando interinamente.
Cereceda presentó su renuncia de gobernador en Naco el 21 de mayo de 1536. Finalmente Andrés de Cereceda falleció en Honduras, alrededor del año 1540.

## Trabajos publicados
Los informes redactados por el tesorero Cereceda, de la recolecta de oro y sus encuentros con los pueblos indígenas centroamericanos. 
Con respecto a los pueblos visitados por la expedición de Gil González Dávila entre 1522 y 1523, Cereceda redacta el informe con el encuentro con el Rey Huetar. Seguidamente en otra visita a la localidad de Corobicí (pueblo) una aldea de Costa Rica, Cereceda informa que se han bautizado 210 indígenas. Cereceda avanzando en Costa Rica, informó lo siguiente, "El cacique (sic) Orosi está 5 leguas la tierra adentro: tornáronse cristianos 134 ánimas, dio 198 pesos, 4 tomines de oro".
En Nicaragua y a cinco leguas de Nicoya, Cereceda escribe un encuentro con el rey Zapandí líder de una aldea. Asimismo informa de la presencia de otro rey indígena de nombre Nicarao.